# 青堀町
青堀町（あおほりまち）は、千葉県君津郡（周淮郡）にかつて存在した町である。現在の富津市の北部に位置している。
旧青木村、大堀村の合成地名である。

## 沿革
- 1889年（明治22年）4月1日 - 町村制施行により、大堀村、青木村、西川村が合併し、周淮郡青堀村が発足。
- 1897年（明治30年）4月1日 - 周淮郡が統合されて君津郡となる。
- 1915年（大正4年）1月15日 - 木更津線（現内房線）木更津駅 - 上総湊駅間の開業にともない青堀駅が開業。
- 1926年（大正15年）4月10日 - 町制を施行し青堀町となる。
- 1955年（昭和30年）3月31日 - 富津町、飯野村と合併し、改めて富津町を新設。同日青堀町廃止。

## 交通

### 鉄道
- 国鉄（現JR東日本）
  - 房総西線：青堀駅